# Classe Edgar
A classe Edgar foi uma classe de nove cruzadores protegidos construídos em aproximadamente 1891 para a Marinha Real Britânica.

## Navios na classe
| Nome                    | Estaleiro                 | Batimento de quilha                                  | Lançado                                              | Completo                                             |
| ----------------------- | ------------------------- | ---------------------------------------------------- | ---------------------------------------------------- | ---------------------------------------------------- |
| Edgar                   | Devonport Dockyard        | 3 de junho de 1889                                   | 24 de novembro de 1890                               | 2 de março de 1893                                   |
| Hawke                   | Chatham Dockyard          | 16 de junho de 1889                                  | 11 de março de 1891                                  | 16 de maio de 1893                                   |
| Endymion                | C & W Earle               | 22 de novembro de 1889                               | 22 de julho de 1891                                  | 26 de maio de 1894                                   |
| Royal Arthur ex-Centaur | Portsmouth Dockyard       | 20 de janeiro de 1890                                | 26 de fevereiro de 1891                              | 2 de março de 1893                                   |
| Gibraltar               | Robert Napier & Sons      | 2 de dezembro de 1889                                | 27 de abril de 1892                                  | 1 de novembro de 1894                                |
| Grafton                 | Thames Ironworks Leamouth | 1 de janeiro de 1890                                 | 30 de janeiro de 1892                                | 18 de outubro de 1894                                |
| St George               | C & W Earle               | 23 de abril de 1890                                  | 23 de junho de 1892                                  | 25 de outubro de 1894                                |
| Theseus                 | Thames Ironworks Leamouth | 16 de julho de 1890                                  | 8 de setembro de 1892                                | 14 de janeiro de 1894                                |
| Crescent                | Portsmouth Dockyard       | 13 de outubro de 1890                                | 30 de março de 1892                                  | 22 de fevereiro de 1894                              |
| Estado dos navios       |                           |                                                      |                                                      |                                                      |
| Nome                    | Nome                      | Estado                                               | Estado                                               | Estado                                               |
| Edgar                   | Edgar                     | Vendido para desmanche em 9 de maio de 1921.         | Vendido para desmanche em 9 de maio de 1921.         | Vendido para desmanche em 9 de maio de 1921.         |
| Hawke                   | Hawke                     | Afundado pelo submarino U-9 em 15 de outubro de 1914 | Afundado pelo submarino U-9 em 15 de outubro de 1914 | Afundado pelo submarino U-9 em 15 de outubro de 1914 |
| Endymion                | Endymion                  | Vendido para desmanche em 16 de março de 1920.       | Vendido para desmanche em 16 de março de 1920.       | Vendido para desmanche em 16 de março de 1920.       |
| Royal Arthur            | Royal Arthur              | Vendido para desmanche em agosto de 1921.            | Vendido para desmanche em agosto de 1921.            | Vendido para desmanche em agosto de 1921.            |
| Gibraltar               | Gibraltar                 | Vendido para desmanche em setembro de 1923.          | Vendido para desmanche em setembro de 1923.          | Vendido para desmanche em setembro de 1923.          |
| Grafton                 | Grafton                   | Vendido para desmanche em 1 de julho de 1920.        | Vendido para desmanche em 1 de julho de 1920.        | Vendido para desmanche em 1 de julho de 1920.        |
| St George               | St George                 | Vendido para desmanche em 1 de julho de 1920.        | Vendido para desmanche em 1 de julho de 1920.        | Vendido para desmanche em 1 de julho de 1920.        |
| Theseus                 | Theseus                   | Vendido para desmanche em 8 de novembro de 1921.     | Vendido para desmanche em 8 de novembro de 1921.     | Vendido para desmanche em 8 de novembro de 1921.     |
| Crescent                | Crescent                  | Vendido para desmanche em 22 de setembro de 1921.    | Vendido para desmanche em 22 de setembro de 1921.    | Vendido para desmanche em 22 de setembro de 1921.    |